# Ари Варшел
Ари Варшел (на иврит: אריה ורשל) е израелски биохимик и биофизик, лауреат на Нобелова награда за химия от 2013 г. заедно с Майкъл Левит и Мартин Карплус за „разработването на многомащабни модели за сложни химични системи“. Той е пионер в изчислителните изследвания на функционалните свойства на биологичните молекули.

## Биография
Варшел е роден на 20 ноември 1940 г. в кибуца Сде Нахум, по това време в границите на британския мандат в Палестина. След като служи в бронирания корпус в армията на Израел и достига чин капитан, Варшел се записва в Технион, Хайфа, където получава бакалавърска степен по химия през 1966 г. Впоследствие завършва магистратура и докторантура по физикохимия (съответно през 1967 г. и 1969 г.) в института Вайцман. След това работи в постдокторантска програма в Харвардския университет до 1972 г. В периода 1972 – 1976 г. се завръща да работи в института Вайцман и работи за Лабораторията по молекулярна биология в Кеймбридж, Великобритания. След като през 1976 г. от института Вайцман отказват да го вземат на работа, Варшел е приет в департамента по химия на Южнокалифорнийския университет.
Основните научни приноси на Варшел включват въвеждането на изчислителни методи за структурно-функционалните зависимости на биологичните молекули, методи и ключови концепции за подробни изчислителни изследвания на функционалните свойства на биологичните молекули чрез декартови силови полета, методи за стимулиране на ензимни реакции, първата симулация на молекулярната динамика на биологичен процес, микроскопични електростатични модели на протеини и други.
През 2008 г. е избран за член на Кралското химическо дружество, а от 2009 г. е член и на Националната академия на науките на САЩ. През 2013 г. е награден с Нобелова награда за химия.
Като войник, Варшел служи и в Шестдневната война, и във войната от Йом Кипур.